# Hemileuca griesea
Hemileuca griesea är en fjärilsart som beskrevs av Cockerell 1914. Hemileuca griesea ingår i släktet Hemileuca och familjen påfågelsspinnare. Inga underarter finns listade i Catalogue of Life.